# Roberta Flack & Donny Hathaway
Albums
Come Back, Charleston Blue
(1972) Extension of a Man
(1973)
Roberta Flack & Donny Hathaway, paru chez Atlantic en 1972, est un album de duos vendu à des millions d'exemplaires, de Roberta Flack et Donny Hathaway. Il a été produit par Joel Dorn et Arif Mardin . 
Flack et Hathaway étaient tous deux des artistes solo du catalogue Atlantic qui avaient joui d'un succès critique, bien que Roberta Flack avait connu un succès commercial limité. Tous deux avaient fréquenté l'Université Howard, bien que la présence de Flack y soit antérieure à celle de Hathaway. Leurs carrières de chanteurs s'étaient toutefois chevauchées : Roberta Flack avait inclus des compositions de Donny Hathaway sur ses albums First Take et Chapter Two, ce dernier mettant également en vedette Donny Hathaway en tant que pianiste, arrangeur et chanteur de fond. C'est Jerry Wexler qui a suggéré qu'une collaboration pourrait consolider la popularité de Flack et Hathaway. 
Le premier single de Roberta Flack & Donny Hathaway était une version de You've Got a Friend enregistrée avant la sortie en single de la version James Taylor. Les deux pistes ont fait leurs débuts sur le Hot 100 presque simultanément - la version Taylor a fait ses débuts le 5 juin 1971, tandis que la version Flack/Hathaway a fait ses débuts la semaine suivante (12 juin 1971) - marquant la première apparition de Flack - et, bien que la version de Taylor ait atteint le numéro 1, le duo Flack / Hathaway est monté jusqu'à la 29e place et a été l'un des dix meilleurs tubes R&B à la 8e place (La face B, "Gone Away", était une piste de Chapter Two, écrite par Hathaway). 
Le deuxième single de l'album duos était un remake de You've Lost That Lovin 'Feelin' qui est devenu un hit R&B # 30, culminant sur le Hot 100 à # 71. 
Ce fut le troisième single de l'album Where Is the Love - sorti en avril 1972, presque un an après l'album lui-même - qui allait être un succès retentissant, en grande partie parce que Robertha Flack avait eu sa percée en carrière solo avec The First Time Ever I Saw Your Face. 
Bien que Donny Hathaway ait connu plus de succès en solo que Roberta Flack avant leur association, la suite de sa carrière solo était décousue, sans succès de premier plan, et cela jusqu'à ses retrouvailles avec Flack pour The Closer I Get to You en 1978. Hathaway avait enregistré deux chansons pour un deuxième album en duo avec Flack - qui est devenu l'album Roberta Flack avec Donny Hathaway - au moment de sa mort le 13 janvier 1979. 

## Liste des pistes
Face A 
1. "I (Who Have Nothing)" (Jerry Leiber, Mike Stoller, Carlo Donida) (5:00)
2. "You've Got a Friend" (Carole King) (2:34)
3. "Baby I Love You" (Jimmy Holiday, Ronnie Shannon) (3:24)
4. "Be Real Black for Me" (Charles Mann, Donny Hathaway, Roberta Flack) (3:30)
5. "You've Lost That Lovin' Feelin'" (Barry Mann, Phil Spector, Cynthia Weil) (6:36)

Face B 
1. "For All We Know" (J. Fred Coots, Sam M. Lewis) (3:38)
2. "Where Is the Love" (Ralph MacDonald, William Salter) (2:43)
3. "When Love Has Grown" (Ralph MacDonald, William Salter) (3:31)
4. "Come Ye Disconsolate" (Thomas Moore, Samuel Webbe, Sr.) (4:50)
5. "Mood" (Roberta Flack) (7:00)